# Caloplaca persimilis
Caloplaca persimilis är en lavart som beskrevs av Wetmore. Caloplaca persimilis ingår i släktet orangelavar och familjen Teloschistaceae.   Inga underarter finns listade i Catalogue of Life.